# Buslijn 56 (Amsterdam)
Buslijn 56 is een buslijn van GVB Amsterdam die pendeldiensten rijdt tussen de stations Sloterdijk en Lelylaan ter vervanging van metrolijn 50 en 51.
In de zomer van 2001 reed er al een pendelbuslijn 56 tussen Station Sloterdijk en de Coenhaven. Dit ten behoeve van automobilisten die door de werkzaamheden niet van hun auto gebruik konden maken. Lijn 56 is de vierde lijn die dit nummer draagt en wordt gereden met gelede bussen uit garage West.

## Geschiedenis

### Lijn 56 I

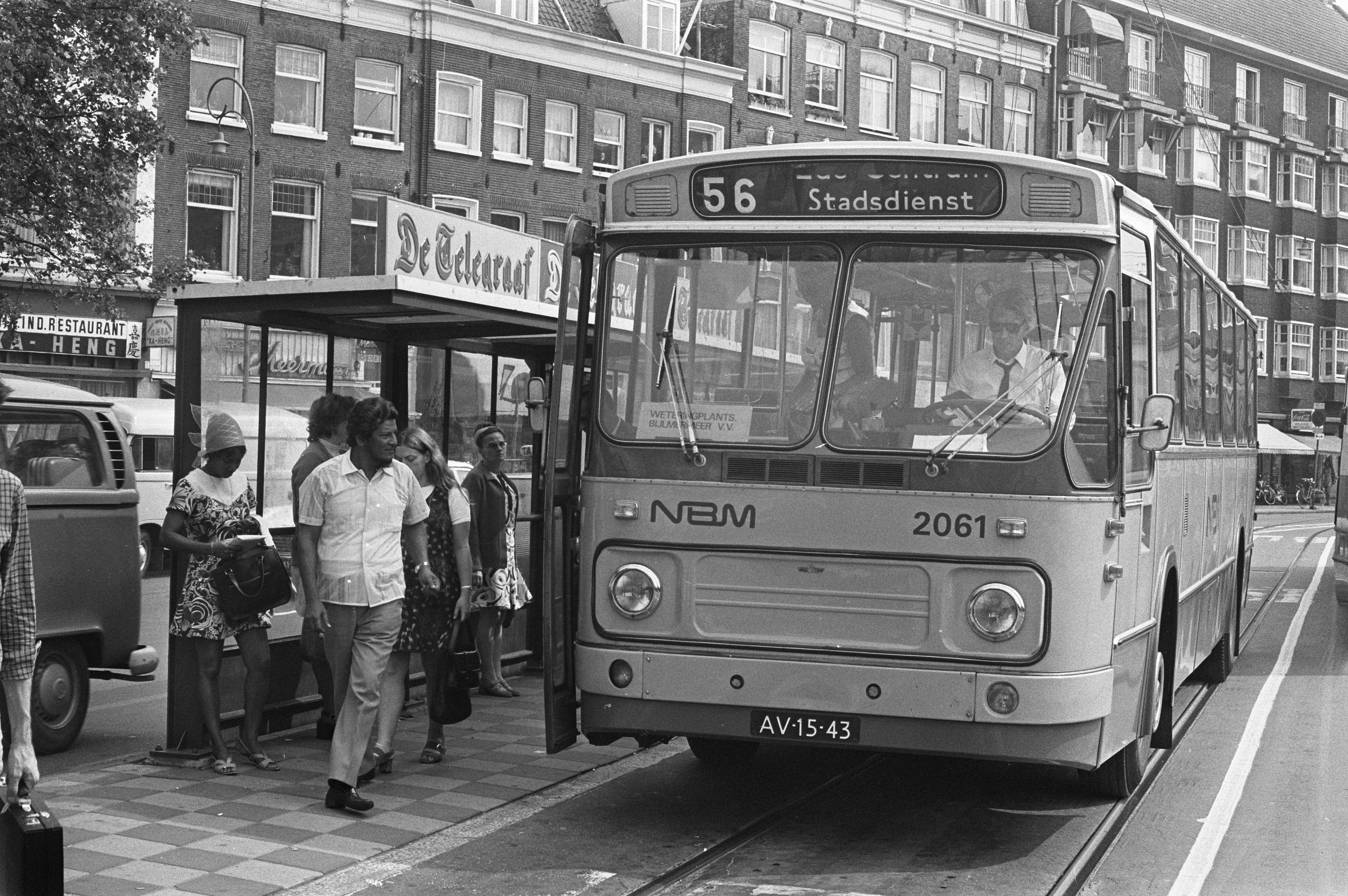
NBM bus 2061 op lijn 56 op het Weteringcircuit 1972

Lijn 56 werd op 14 juni 1970 ingesteld als tweede Bijlmerlijn, naast lijn 55, en verbond het Aanloopcentrum en de nieuwbouwwijk Bijlmermeer via de Gooisehulpweg langs Duivendrecht met het Amstelstation en met de Weteringschans bij het Weteringcircuit. In tegenstelling tot lijn 55, die het westelijk deel van de Bijlmermeer bediende, bediende lijn 56 het oostelijk deel van de Bijlmermeer. Het was een samenwerking tussen het GVB en de toenmalige streekvervoerder NBM naar het voorbeeld van de Amstelveenlijnen 65 en 66 die met Maarse & Kroon werden geëxploiteerd. Lijn 56 werd gereden met bussen uit de GVB-garage Oost en de NBM-garage in de Van Musschenbroekstraat; die laatsten waren speciaal aangewezen wagens. De NBM-bussen filmden aanvankelijk de nietszeggende tekst Stadsdienst vanwege het ontbreken van de juiste richtingfilms.
In verband met de metrobouw werd de lijn na korte tijd verlegd via de Torontobrug in plaats van via het Weesperplein.
In juli 1972 waren er grote problemen op lijn 56. Na een vijftal aanvallen op NBM-chauffeurs in verband met onenigheid over de aankoop van een vervoerbewijs was de maat vol voor de chauffeurs en weigerden zij nog langer late diensten op lijn 56 te draaien. Ze eisten politie-escorte en een stempelautomaat en mobilofoon op de NBM-bussen. De GVB-bussen hadden deze voorzieningen al en het GVB zette op de open gevallen plaats een wachtbus in waardoor conflicten met niet betalende passagiers werden voorkomen. Daarna werden in de GVB-hoofdgarage West alle NBM-bussen van lijn 56 alsnog van een stempelautomaat, automaatbal en mobilofoon voorzien waarmee de NBM-chauffeurs zich veiliger voelden en weer late diensten wilden draaien.
In 1973 fuseerden NBM en Maarse & Kroon tot Centraal Nederland; lijn 56 kreeg samen met lijn 55 en lijn 58 een nieuw eindpunt bij het busstation Kraaiennest. De Bijlmerroute was Karspeldreef – 's-Gravendijkdreef – Bijlmerdreef – Daalwijkdreef – Gooiseweg. In de spitsuren werden er versterkingsritten gereden vanuit garage Noord met chauffeurs van de Enhabo. In die tijd reed op lijn 56 in de spitsuren elke 2 à 3 minuten een bus en werden ongeveer 25 bussen ingezet, voor de helft GVB (met voor een deel Enhabo-chauffeurs) en voor de helft CN. In de tegenspitsrichting werd minder frequent gereden en vonden ook leegritten plaats. De reistijd kon van dag tot dag flink verschillen omdat de bussen regelmatig in de file kwamen vast te staan vooral op de Rozenburglaan, rond de Duivendrechtsebrug en op de slecht bestrate serpetineachtige Gooisehulpweg.
Met de opening van de metro op 16 oktober 1977 kwam er een nieuw Bijlmerbusnet waarbij lijn 55 werd ingekort tot Centraal Station - Weesperplein. Lijn 56 en 58 reden in hun laatste week voor de opheffing deels met gewone streekbussen (zonder GVB-mobilofoons en stempelautomaten) vanwege een herverdeling van het CN-wagenpark.

### Lijn 56 II
Op 2 oktober 1978 kwam het lijnnummer 56 opnieuw in gebruik. Het was echter geen nieuwe lijn maar de vernummerde lijn 5.

#### Lijn 5

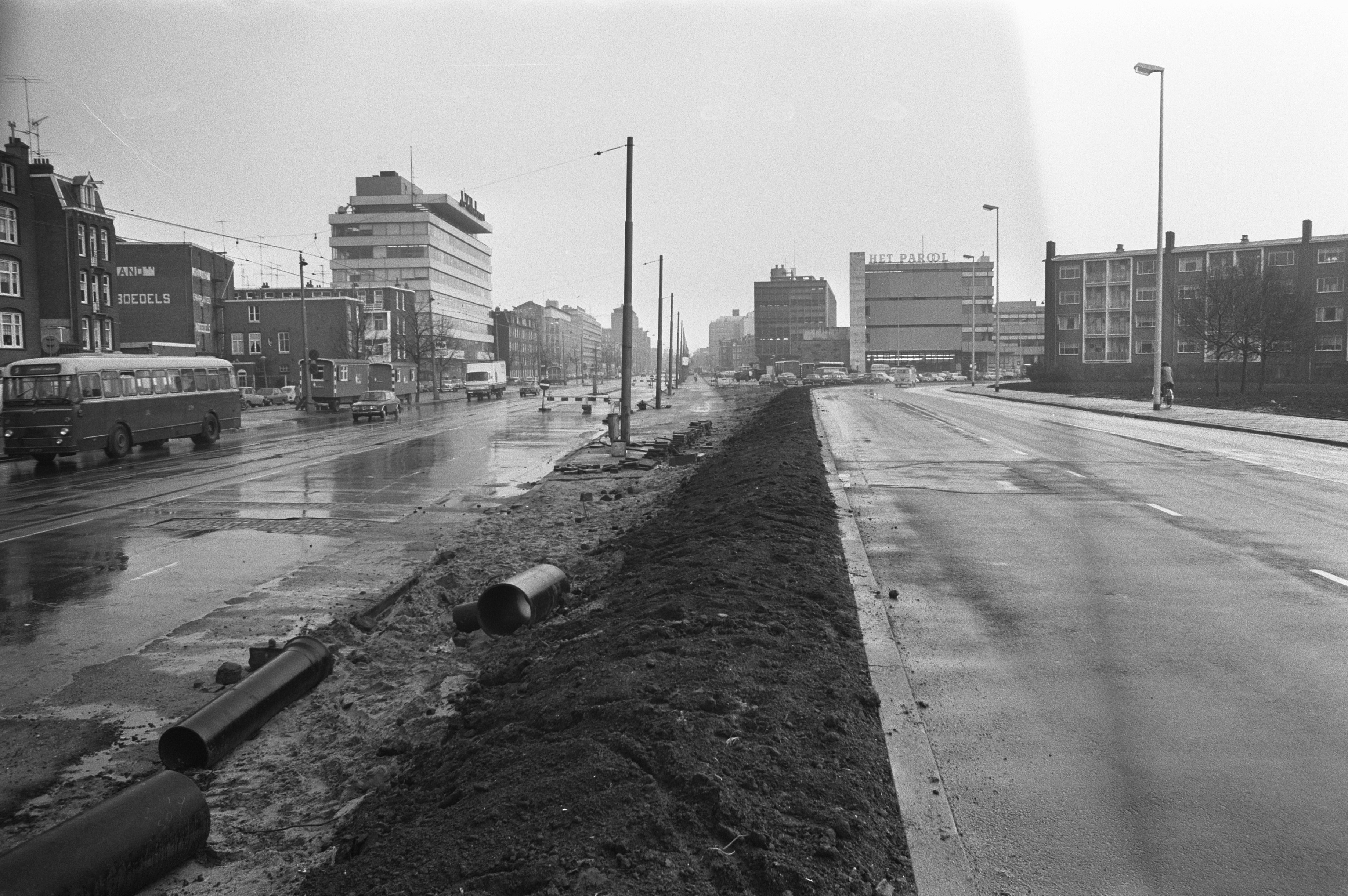
Links bus op lijn 5 in de Wibautstraat in 1971

Buslijn 5 werd ingesteld op 24 mei 1965 tussen Centraal Station en Amstelstation ter vervanging van de vorige (spits)tramlijn 5. Buslijn 5 reed echter op alle exploitatie-uren maar reed via de Nieuwmarktbuurt in plaats van via de Dam. Na korte tijd werd de lijn ook verlegd door de Afrikaanderbuurt die na de kortstondige verbinding met tramlijn 3 van 1942 tot 1944 eindelijk weer een openbaar-vervoerverbinding kreeg.
Lijn 5 reed vanuit garage Oost en sinds 1973 in combinatie met spitslijn 46 waarbij elke lijn een tegengestelde spitsrichting had. In januari 1978 werd lijn 5 niet alleen met lijn 46 maar ook gecombineerd met lijn 55 waarbij een bus steeds twee ritten op lijn 55 reed en één rit op lijn 56 en daarnaast in de spits ook ritten op lijn 46. De aflossing vond steeds op het Amstelstation plaats. Sinds de zomer van 1978 werd door het tegenvallende aantal overstappende metropassagiers de frequentie op lijn 55 verlaagd en reden lijn 55 en 56 om en om.

#### Lijn 56
In verband met de nadere indienststelling van de nieuwe tramlijn 5 naar Station Zuid werd lijn 5 op 2 oktober 1978 vernummerd in lijn 56. Een andere reden van de vernummering was dat de zij- en achterfilms door de combinatie van lijn 55 en 56 steeds blanco waren omdat het voor de chauffeurs te veel werk was om steeds alle films van 5 naar 55 te verzetten. Doordat de lijnnummers 55 en 56 in de films achter elkaar zaten verviel dit probleem. Ook deze combinatie van lijn 46, 55 en 56 reed vanuit garage Oost.
Op 15 oktober 1980 werd de metro naar het Centraal station doorgetrokken en werd lijn 56 verlegd via het Onze Lieve Vrouwe Gasthuis omdat de lijn niet parallel met de metro mocht rijden. Lijn 56 reed in de verlegde route een jaar lang met bussen uit garage West en de combinatie met lijn 46 verviel. Al na korte tijd werd de lijn door de herprofilering van de route door de Nieuwmarktbuurt tijdelijk verlegd naar de Valkenburgerstraat, na later bleek, definitief. Op 31 mei 1981 werd de lijn verlegd vanaf de Wibautstraat over de Ringdijk en de James Wattstraat naar de Nobelweg om de buurt rond de Nobelweg beter te kunnen bedienen. Sinds 9 december 1985 deed de lijn op weg naar zijn standplaats ook nog het nieuwe G.E.B.-kantoor aan de Spaklerweg aan. Op 2 juni 1986 werd dit overgenomen door de nieuwe lijn 61.
Ook werd er sinds de verlegging nog maar om het kwartier gereden, bij personeelsgebrek soms zelfs maar om de 20 minuten, tot aan de opheffing op 21 september 1987. Deze opheffing vond plaats omdat lijn 56 niet meer kon terugkeren op de route via de Nieuwmarktbuurt en daarbij veel passagiers verloren had. Het traject tussen het Onze Lieve Vrouwe Gasthuis en het Amstelstation werd overgenomen door buslijn 37 die daar nog steeds rijdt.